# 천사의 숨소리
"천사의 숨소리"는 2012년에 개봉한 대한민국의 영화이다.

## 캐스팅
- 김영선 : 영란 역
- 한지원 : 재민 역
- 전지한 : 지한 역
- 서준열 : 준열 역
- 하광민 : 광민 역
- 김선국 : 정훈 역
- 윤태칸 : 김 실장 역
- 권영민 : 박 실장 역
- 이승원 : 노숙자 형만 역
- 김규남 : 노숙자역 배우 역
- 홍석연 : 다리 위 근로자 역
- 이종환 : 종환 역
- 김현수 : 매니저 역
- 임미주 : 우는 여자 역
- 김영용 : 대니 역